# Mawkmai

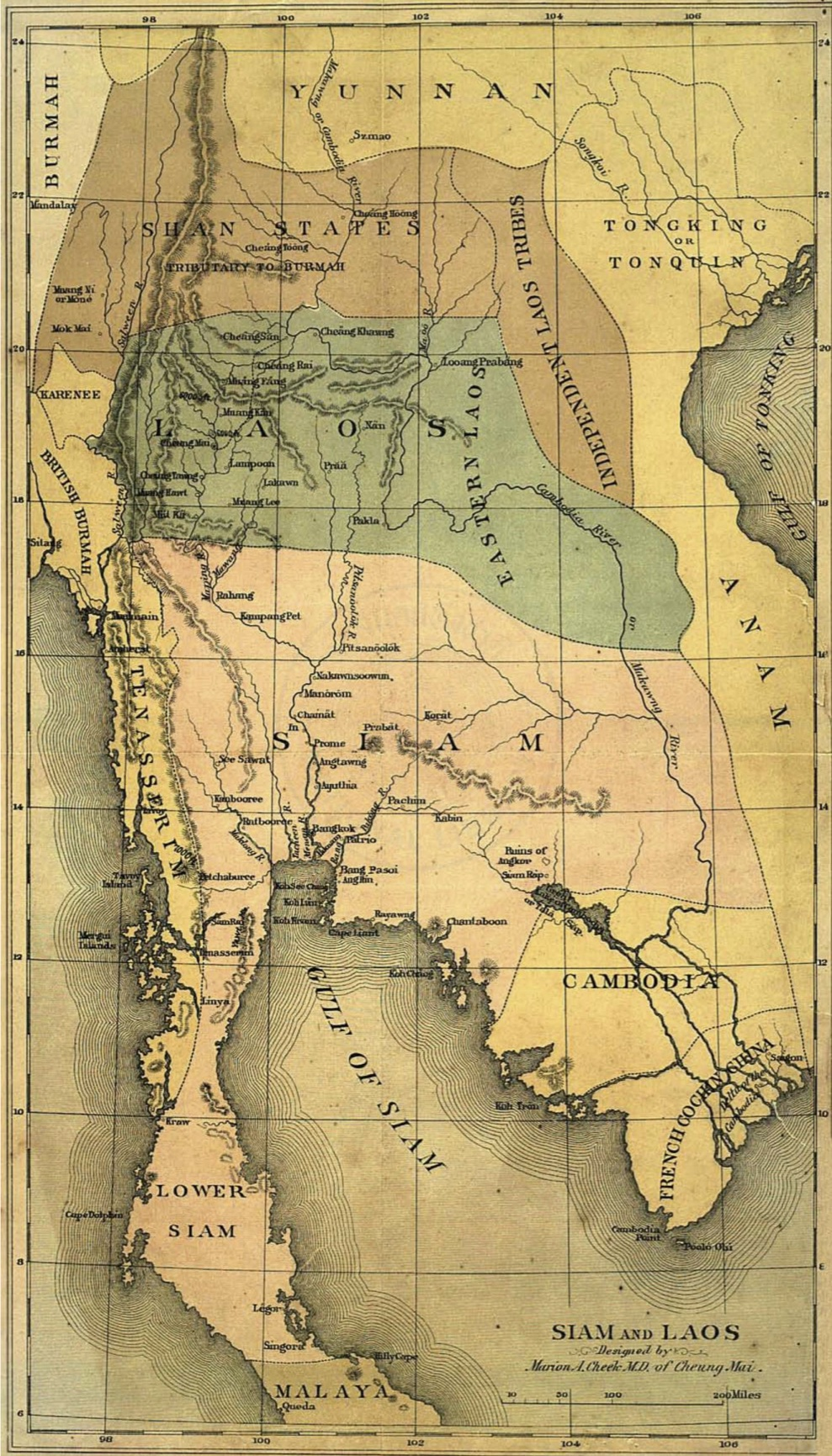
Mawkmai (Mok Mai) a un mapa dels Estats Shan del.

Mawkmai és un estat dels Estats Shan dins l'estat Shan de Myanmar. Té uns 4.487 km². La capital és Mawkmai situada a la vora del Nam Nyin, un afluent del Teng, al sud-oest de Mongnai. Produeix arròs, taronges, cotó i coco. La segona ciutat fou Langkho, a la riba del Teng, que avui ja ha perdut importància. Té dos subestats o dependències més enllà del Salween: Monmau i Mehsakun, sense ciutats ni infraestructures.

## Història
El principat es va formar el 1800, ja que abans la regió era una zona en litigi entre Siam i Birmània però un cap anomenat Hsai Khiao d'una família de Chiengmai s'hi va establir i va dominar la regió i va ajudar al rei de Birmània en sufocar alguna rebel·lió i per això fou nomenat sawpaw pel rei.
El principat va participar en la Confederació d'estats Shan contra els britànics del 1886, al front de la qual es va posar el príncep birmà Limbin, però, després de les victòries britàniques, es va sotmetre el 1887. El 1888 la capital fou destruïda pels karenni. El darrer príncep que va governar va abdicar el 1959 i després fou una de la Repúbliques de la unió d'Estats Shan que constituïren l'Estat Shan, amb vocació d'independència, però part de Myanmar.

### Sawpaw de Mawkmai
- Hsai Kyaw 1800 - 1818
- Awk Hkun 1818 - 1824
- Let To 1824 - 1831
- Hkam U 1831 - 1844
- Ko Lan 1844 - 1867
- Hkum Hmôm I 1867 - 1868
- Ko Lan (segona vegada) 1868 - 1887
- Hkun Hmôm II 1887 - 1888
- Hkun Noi Kyu Mar 1888 - 1888
- Hkun Hmôm II (segona vegada) 1888 - 1915
- Hkun Hkaing 1915- c.1948
- Hkun ? c. 1948-1959